# Woodstock, Connecticut

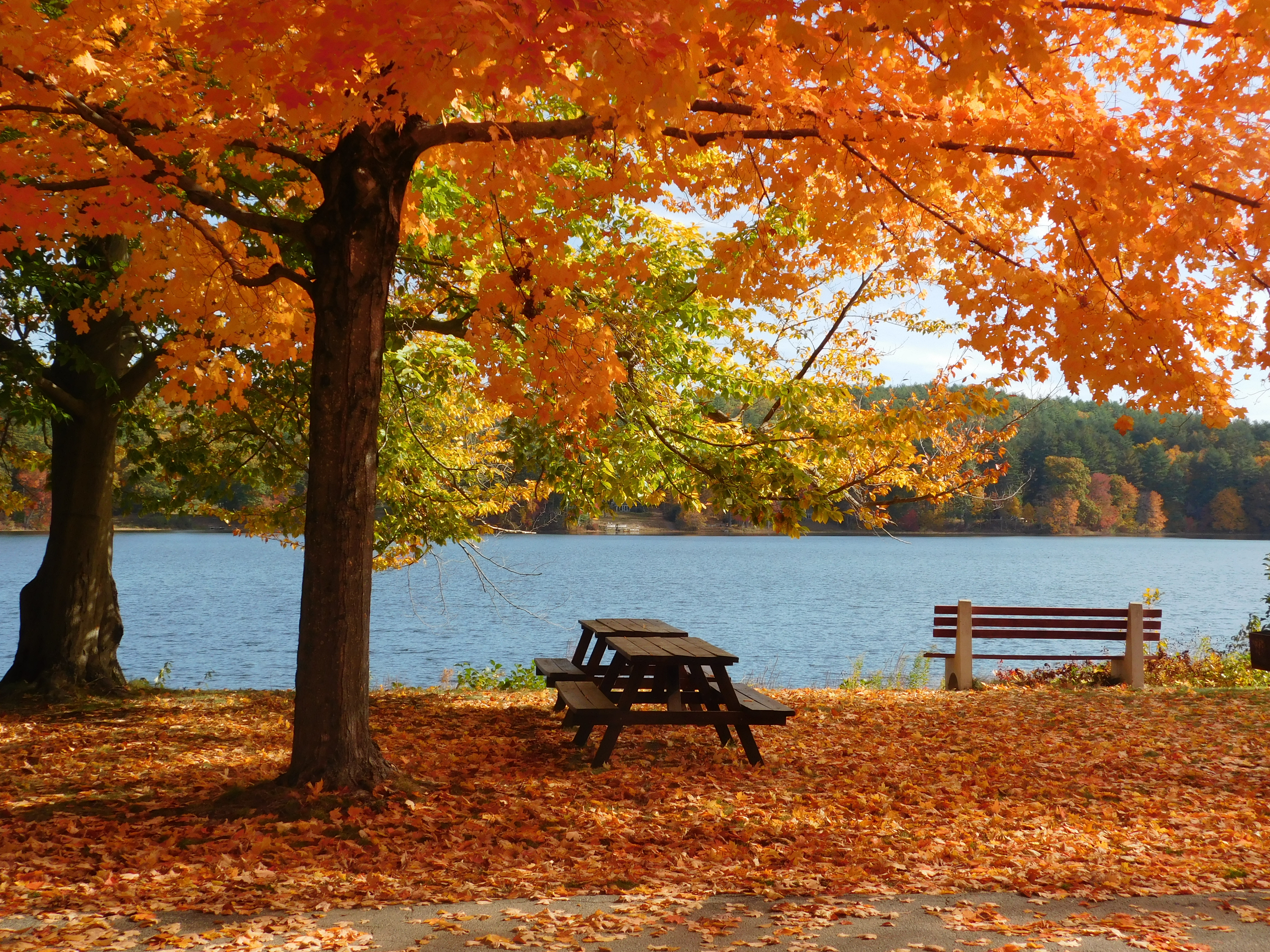

Woodstock är en kommun (town) i Windham County i delstaten Connecticut, USA med cirka 7 221 invånare (2000). Den har enligt United States Census Bureau en area på totalt 160,1 km² varav 3,4 km² är vatten.